# Володимирівка (станція)
Володимирівка — проміжна залізнична станція 5-го класу Шевченківської дирекції Одеської залізниці на лінії Цвіткове — Імені Тараса Шевченка між станціями Цвіткове (15,3 км) та Перегонівка (8 км). Розташована на південному заході села Балаклея Черкаського району Черкаської області .

## Історія
Станція Володимирівка відкрита у 1876 році під час прокладання залізничної лінії Фастів — Миронівка — Знам'янка.
У 1964 році станція електрифікована змінним струмом (~25 кВ) в складі дільниці Миронівка — Імені Тараса Шевченка.

### Розташування та колійний розвиток
Станція розташована на 193-му кілометрі лінії Фастів I — Знам'янка. Відстань до Києва через Фастів I — 257 км, через Київ-Деміївський — 197 км. Станція має дві бічні платформи та дві основні колії.

## Пасажирське сполучення
На станції Володимирівка зупиняються приміські поїзди до станцій Імені Тараса Шевченка, Знам'янка-Пасажирська, Миронівка, Цвіткове, Умань та Черкаси.